# 4e étape du Tour de France 2021
Pour un article plus général, voir Tour de France 2021.
La 4e étape du Tour de France 2021 se déroule le mardi 29 juin 2021 entre Redon et Fougères, sur une distance de 150,4 km.

## Parcours
La quatrième étape de la 108e édition du Tour de France rallie Redon à Fougères, sur une distance de 150,4 km.
Son parcours prend place exclusivement dans le département d'Ille-et-Vilaine. Aucune ascension n'est répertoriée au programme, le sprint intermédiaire est tracé à Vitré (km 114). La victoire d'étape est propice aux sprinteurs.

## Déroulement de la course
Après dix kilomètres très calmes, c'est Brent van Moer qui attaque le premier. Plusieurs coureurs essayent de suivre mais seul Pierre-Luc Périchon (Cofidis) rejoint le belge de chez Lotto-Soudal. Du côté du sprint intermédiaire, Cavendish arrive premier du groupe peloton et prend les 15 points de la troisième place. Le duo, qui a compté jusqu'à trois minutes d'avance, se sépare à 14 kilomètres de l'arrivée à la suite d'une attaque de van Moer. Périchon est repris à six kilomètres de l'arrivée. À cinq kilomètres de l'arrivée, le train Alpecin-Fenix se met à rouler à fond pour rattraper l'unique homme devant pour pouvoir jouer la victoire d'étape au sprint. Van Moer est repris par les sprinters à 200 mètres de l'arrivée. Dans le dernier virage, Philipsen prend l'intérieur de la route légèrement courbée, mais Cavendish remonte par la gauche et gagne l'étape. Bouhanni, qui était dans la roue de Cavendish, finit second.

## Résultats

### Classement de l'étape
| Classement de la 4e étape | Classement de la 4e étape | Classement de la 4e étape | Classement de la 4e étape          | Classement de la 4e étape |
|                           | Coureur                   | Pays                      | Équipe                             | Temps                     |
| ------------------------- | ------------------------- | ------------------------- | ---------------------------------- | ------------------------- |
| 1er                       | Mark Cavendish            | Royaume-Uni               | Deceuninck-Quick Step              | en 3 h 20 min 17 s        |
| 2e                        | Nacer Bouhanni            | France                    | Arkéa-Samsic                       | + 0 s                     |
| 3e                        | Jasper Philipsen          | Belgique                  | Alpecin-Fenix                      | + 0 s                     |
| 4e                        | Michael Matthews          | Australie                 | Team BikeExchange                  | + 0 s                     |
| 5e                        | Peter Sagan               | Slovaquie                 | Bora-Hansgrohe                     | + 0 s                     |
| 6e                        | Cees Bol                  | Pays-Bas                  | Team DSM                           | + 0 s                     |
| 7e                        | Christophe Laporte        | France                    | Cofidis                            | + 0 s                     |
| 8e                        | Mads Pedersen             | Danemark                  | Trek-Segafredo                     | + 0 s                     |
| 9e                        | Boy van Poppel            | Pays-Bas                  | Intermarché-Wanty-Gobert Matériaux | + 0 s                     |
| 10e                       | André Greipel             | Allemagne                 | Israel Start-Up Nation             | + 0 s                     |
| modifier                  |                           |                           |                                    |                           |

### Points attribués
| Sprint intermédiaire Vitré (km 114,4) | Sprint intermédiaire Vitré (km 114,4) | Sprint intermédiaire Vitré (km 114,4) | Sprint intermédiaire Vitré (km 114,4) | Sprint intermédiaire Vitré (km 114,4) |
| ------------------------------------- | ------------------------------------- | ------------------------------------- | ------------------------------------- | ------------------------------------- |
|                                       | Coureur                               | Pays                                  | Équipe                                | Point(s)                              |
| 1er                                   | Brent Van Moer                        | Belgique                              | Lotto-Soudal                          | 20                                    |
| 2e                                    | Pierre-Luc Périchon                   | France                                | Cofidis                               | 17                                    |
| 3e                                    | Mark Cavendish                        | Royaume-Uni                           | Deceuninck-Quick Step                 | 15                                    |
| 4e                                    | Michael Mørkøv                        | Danemark                              | Deceuninck-Quick Step                 | 13                                    |
| 5e                                    | Nacer Bouhanni                        | France                                | Arkéa-Samsic                          | 11                                    |
| 6e                                    | Michael Matthews                      | Australie                             | Team BikeExchange                     | 10                                    |
| 7e                                    | André Greipel                         | Allemagne                             | Israel Start-Up Nation                | 9                                     |
| 8e                                    | Peter Sagan                           | Slovaquie                             | Bora-Hansgrohe                        | 8                                     |
| 9e                                    | Sonny Colbrelli                       | Italie                                | Bahrain Victorious                    | 7                                     |
| 10e                                   | Bryan Coquard                         | France                                | B&B Hotels p/b KTM                    | 6                                     |
| 11e                                   | Arnaud Démare                         | France                                | Groupama-FDJ                          | 5                                     |
| 12e                                   | Connor Swift                          | Royaume-Uni                           | Arkéa-Samsic                          | 4                                     |
| 13e                                   | Luka Mezgec                           | Slovénie                              | Team BikeExchange                     | 3                                     |
| 14e                                   | Julian Alaphilippe                    | France                                | Deceuninck-Quick Step                 | 2                                     |
| 15e                                   | Jacopo Guarnieri                      | Italie                                | Groupama-FDJ                          | 1                                     |
| modifier                              |                                       |                                       |                                       |                                       |

| Arrivée d'étape Fougères (km 150,4) | Arrivée d'étape Fougères (km 150,4) | Arrivée d'étape Fougères (km 150,4) | Arrivée d'étape Fougères (km 150,4) | Arrivée d'étape Fougères (km 150,4) |
| ----------------------------------- | ----------------------------------- | ----------------------------------- | ----------------------------------- | ----------------------------------- |
|                                     | Coureur                             | Pays                                | Équipe                              | Point(s)                            |
| 1er                                 | Mark Cavendish                      | Royaume-Uni                         | Deceuninck-Quick Step               | 50                                  |
| 2e                                  | Nacer Bouhanni                      | France                              | Arkéa-Samsic                        | 30                                  |
| 3e                                  | Jasper Philipsen                    | Belgique                            | Alpecin-Fenix                       | 20                                  |
| 4e                                  | Michael Matthews                    | Australie                           | Team BikeExchange                   | 18                                  |
| 5e                                  | Peter Sagan                         | Slovaquie                           | Bora-Hansgrohe                      | 16                                  |
| 6e                                  | Cees Bol                            | Pays-Bas                            | Team DSM                            | 14                                  |
| 7e                                  | Christophe Laporte                  | France                              | Cofidis                             | 12                                  |
| 8e                                  | Mads Pedersen                       | Danemark                            | Trek-Segafredo                      | 10                                  |
| 9e                                  | Boy van Poppel                      | Pays-Bas                            | Intermarché-Wanty-Gobert Matériaux  | 8                                   |
| 10e                                 | André Greipel                       | Allemagne                           | Israel Start-Up Nation              | 7                                   |
| 11e                                 | Sonny Colbrelli                     | Italie                              | Bahrain Victorious                  | 6                                   |
| 12e                                 | Mathieu van der Poel                | Pays-Bas                            | Alpecin-Fenix                       | 5                                   |
| 13e                                 | Nils Eekhoff                        | Pays-Bas                            | Team DSM                            | 4                                   |
| 14e                                 | Alexey Lutsenko                     | Kazakhstan                          | Astana-Premier Tech                 | 3                                   |
| 15e                                 | Rick Zabel                          | Allemagne                           | Israel Start-Up Nation              | 2                                   |
| modifier                            |                                     |                                     |                                     |                                     |

### Bonifications en temps
|   | Coureur          | Pays        | Équipe                | Secondes |
| - | ---------------- | ----------- | --------------------- | -------- |
| 1 | Mark Cavendish   | Royaume-Uni | Deceuninck-Quick Step | 10 s     |
| 2 | Nacer Bouhanni   | France      | Arkéa-Samsic          | 6 s      |
| 3 | Jasper Philipsen | Belgique    | Alpecin-Fenix         | 4 s      |

### Prix de la combativité
- Brent Van Moer (Lotto-Soudal)

## Classements à l'issue de l'étape

### Classement général
| Classement général | Classement général   | Classement général | Classement général    | Classement général  |
|                    | Coureur              | Pays               | Équipe                | Temps               |
| ------------------ | -------------------- | ------------------ | --------------------- | ------------------- |
| 1er                | Mathieu van der Poel | Pays-Bas           | Alpecin-Fenix         | en 16 h 19 min 10 s |
| 2e                 | Julian Alaphilippe   | France             | Deceuninck-Quick Step | + 8 s               |
| 3e                 | Richard Carapaz      | Équateur           | Ineos Grenadiers      | + 31 s              |
| 4e                 | Wout van Aert        | Belgique           | Jumbo-Visma           | + 31 s              |
| 5e                 | Wilco Kelderman      | Pays-Bas           | Bora-Hansgrohe        | + 38 s              |
| 6e                 | Tadej Pogačar        | Slovénie           | UAE Team Emirates     | + 39 s              |
| 7e                 | Enric Mas            | Espagne            | Movistar              | + 40 s              |
| 8e                 | Nairo Quintana       | Colombie           | Arkéa-Samsic          | + 40 s              |
| 9e                 | Pierre Latour        | France             | TotalEnergies         | + 45 s              |
| 10e                | David Gaudu          | France             | Groupama-FDJ          | + 52 s              |
| modifier           |                      |                    |                       |                     |

| Classement par points | Classement par points | Classement par points | Classement par points | Classement par points |
| --------------------- | --------------------- | --------------------- | --------------------- | --------------------- |
|                       | Coureur               | Pays                  | Équipe                | Point(s)              |
| 1er                   | Mark Cavendish        | Royaume-Uni           | Deceuninck-Quick Step | 89 points             |
| 2e                    | Julian Alaphilippe    | France                | Deceuninck-Quick Step | 82 pts                |
| 3e                    | Michael Matthews      | Australie             | Team BikeExchange     | 78 pts                |
| 4e                    | Nacer Bouhanni        | France                | Arkéa-Samsic          | 74 pts                |
| 5e                    | Mathieu van der Poel  | Pays-Bas              | Alpecin-Fenix         | 67 pts                |
| 6e                    | Jasper Philipsen      | Belgique              | Alpecin-Fenix         | 61 pts                |
| 7e                    | Tim Merlier           | Belgique              | Alpecin-Fenix         | 50 pts                |
| 8e                    | Peter Sagan           | Slovaquie             | Bora-Hansgrohe        | 48 pts                |
| 9e                    | Sonny Colbrelli       | Italie                | Bahrain Victorious    | 45 pts                |
| 10e                   | Tadej Pogačar         | Slovénie              | UAE Team Emirates     | 44 pts                |
| modifier              |                       |                       |                       |                       |

| Classement du meilleur grimpeur | Classement du meilleur grimpeur | Classement du meilleur grimpeur | Classement du meilleur grimpeur    | Classement du meilleur grimpeur |
| ------------------------------- | ------------------------------- | ------------------------------- | ---------------------------------- | ------------------------------- |
|                                 | Coureur                         | Pays                            | Équipe                             | Point(s)                        |
| 1er                             | Ide Schelling                   | Pays-Bas                        | Bora-Hansgrohe                     | 5 points                        |
| 2e                              | Mathieu van der Poel            | Pays-Bas                        | Alpecin-Fenix                      | 4 pts                           |
| 3e                              | Anthony Perez                   | France                          | Cofidis                            | 3 pts                           |
| 4e                              | Julian Alaphilippe              | France                          | Deceuninck-Quick Step              | 2 pts                           |
| 5e                              | Edward Theuns                   | Belgique                        | Trek-Segafredo                     | 2 pts                           |
| 6e                              | Tadej Pogačar                   | Slovénie                        | UAE Team Emirates                  | 2 pts                           |
| 7e                              | Victor Campenaerts              | Belgique                        | Qhubeka NextHash                   | 1 pt                            |
| 8e                              | Jelle Wallays                   | Belgique                        | Cofidis                            | 1 pt                            |
| 9e                              | Danny van Poppel                | Pays-Bas                        | Intermarché-Wanty-Gobert Matériaux | 1 pt                            |
| 10e                             | Michael Matthews                | Australie                       | Team BikeExchange                  | 1 pt                            |
| modifier                        |                                 |                                 |                                    |                                 |

| Classement général du meilleur jeune | Classement général du meilleur jeune | Classement général du meilleur jeune | Classement général du meilleur jeune | Classement général du meilleur jeune |
|                                      | Coureur                              | Pays                                 | Équipe                               | Temps                                |
| ------------------------------------ | ------------------------------------ | ------------------------------------ | ------------------------------------ | ------------------------------------ |
| 1er                                  | Tadej Pogačar                        | Slovénie                             | UAE Team Emirates                    | en 16 h 19 min 49 s                  |
| 2e                                   | David Gaudu                          | France                               | Groupama-FDJ                         | + 13 s                               |
| 3e                                   | Sergio Higuita                       | Colombie                             | EF Education-Nippo                   | + 13 s                               |
| 4e                                   | Lucas Hamilton                       | Australie                            | Team BikeExchange                    | + 1 min 3 s                          |
| 5e                                   | Jonas Vingegaard                     | Danemark                             | Jumbo-Visma                          | + 1 min 8 s                          |
| 6e                                   | Aurélien Paret-Peintre               | France                               | AG2R Citroën                         | + 2 min 36 s                         |
| 7e                                   | Stefan de Bod                        | Afrique du Sud                       | Astana-Premier Tech                  | + 4 min 54 s                         |
| 8e                                   | Neilson Powless                      | États-Unis                           | EF Education-Nippo                   | + 5 min 22 s                         |
| 9e                                   | Mark Donovan                         | Royaume-Uni                          | Team DSM                             | + 5 min 34 s                         |
| 10e                                  | Joris Nieuwenhuis                    | Pays-Bas                             | Team DSM                             | + 7 min 18 s                         |
| modifier                             |                                      |                                      |                                      |                                      |

| Classement par équipes | Classement par équipes | Classement par équipes | Classement par équipes |
|                        | Équipe                 | Pays                   | Temps                  |
| ---------------------- | ---------------------- | ---------------------- | ---------------------- |
| 1re                    | Bahrain Victorious     | Bahreïn                | en 49 h 0 min 0 s      |
| 2e                     | Jumbo-Visma            | Pays-Bas               | + 1 min 33 s           |
| 3e                     | Trek-Segafredo         | États-Unis             | + 1 min 43 s           |
| 4e                     | Astana-Premier Tech    | Kazakhstan             | + 1 min 59 s           |
| 5e                     | EF Education-Nippo     | Australie              | + 2 min 2 s            |
| 6e                     | Team BikeExchange      | Australie              | + 2 min 20 s           |
| 7e                     | Ineos Grenadiers       | Royaume-Uni            | + 2 min 42 s           |
| 8e                     | Deceuninck-Quick Step  | Belgique               | + 3 min 56 s           |
| 9e                     | Movistar               | Espagne                | + 4 min 26 s           |
| 10e                    | Bora-Hansgrohe         | Allemagne              | + 6 min 46 s           |
| modifier               |                        |                        |                        |

## Abandons
- Caleb Ewan (Lotto-Soudal) : non-partant[2]